# Съседска стража
„Съседка стража“ (на английски: The Watch/Neighborhood Watch) е американска научнофантастична комедия от 2012 г. на режисьора Акива Шафър, по сценарий на Джаред Стърн, Сет Роугън и Ивън Голдбърг. Във филма участват Бен Стилър, Винс Вон, Джона Хил и Ричард Айоади. Това е последната филмова роля на актьора Роналд Лий Ърми, който почина на 15 април 2018 г.